# Cantones de Pirineos Atlánticos

## Cantones desde 1982 hasta 2015
El departamento francés de Pirineos Atlánticos, de la región de Aquitania, se componía hasta el 22 de marzo de 2015 de 52 cantones, que se repartían entre los 3 distritos del departamento.

### Distrito de Bayona(19 cantones)[1]
Anglet-Norte - Anglet-Sur - Bayona-Este - Bayona-Norte - Bayona-Oeste - Biarritz-Este - Biarritz-Oeste - Bidache - Espeleta - Hasparren - Hendaya - Iholdy - La Bastide-Clairence - Saint-Étienne-de-Baïgorry - San Juan de Luz - San Juan Pie de Puerto - Saint-Palais - Saint-Pierre-d'Irube y Ustaritz.

### Distrito de Santa María de Olorón(12 cantones)[2]
Accous - Aramits - Arudy - Laruns - Lasseube - Mauléon-Licharre - Monein - Navarrenx - Santa María de Olorón-Este - Santa María de Olorón-Oeste - Salvatierra de Bearne - Tardets-Sorholus

### Distrito de Pau(21 cantones)[3]
Arthez-de-Béarn - Arzacq-Arraziguet - Billère - Garlin - Jurançon - Lagor - Lembeye - Lescar - Montaner - Morlaàs - Nay-Este - Nay-Oeste - Orthez - Pau-Centro - Pau-Este - Pau-Norte - Pau-Oeste - Pau-Sur - Pontacq - Salies-de-Béarn - Thèze.

## Cantones desde 2015

### Redistribución cantonal

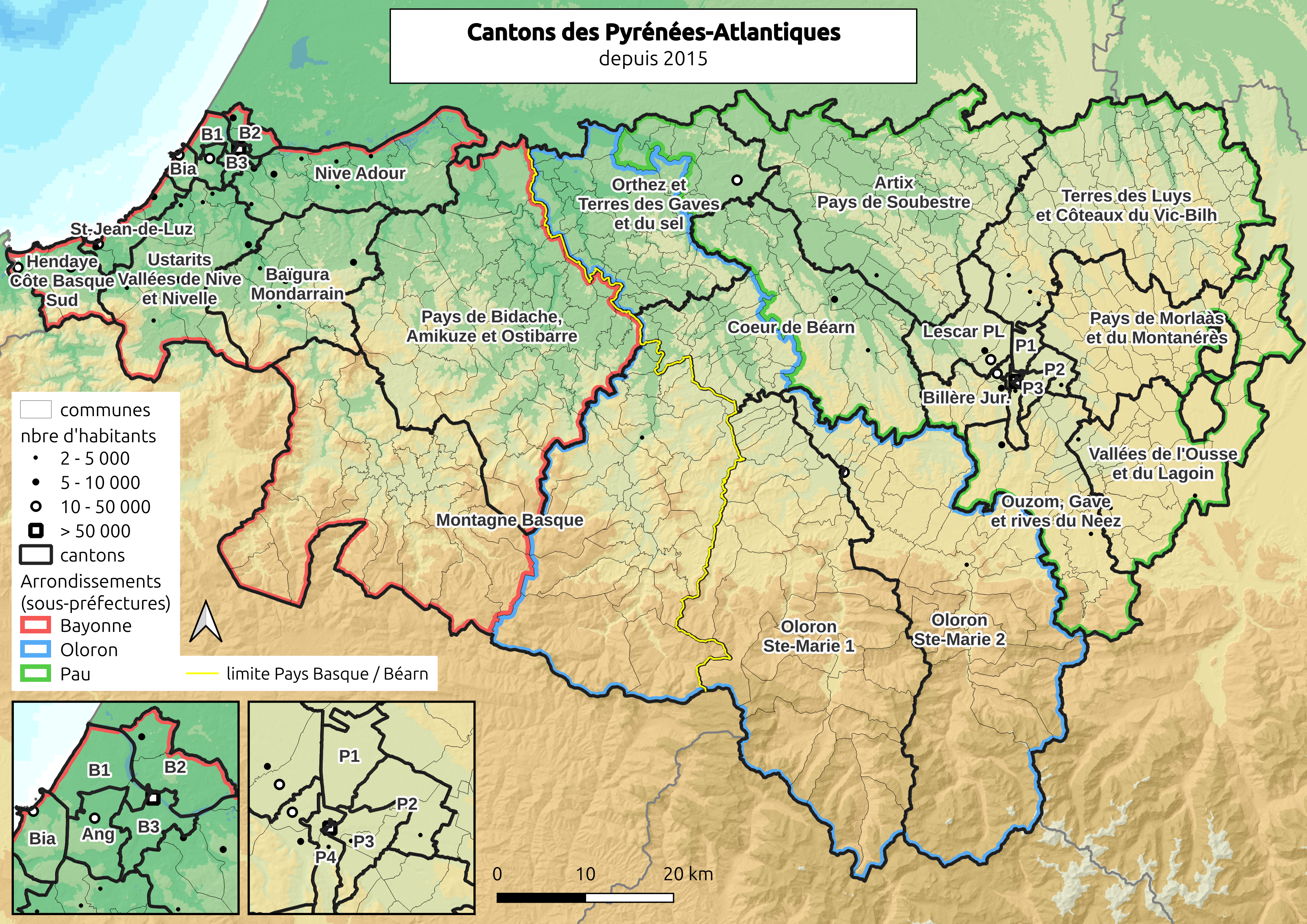
Cantones de los Pirineos-Atlánticos desde 2015

Para conseguir la reforma territorial que se propuso en 2010, la asamblea nacional adoptó definitivamente el 17 de abril de 2013 la reforma del modo de votación en las elecciones departamentales, con la finalidad de garantizar la paridad hombres/mujeres, cuyas leyes resultantes (ley orgánica 2013-402 y ley 2013-403) fueron promulgadas el 17 de mayo de 2013.
Una nueva redistribución territorial fue definida por decreto del 25 de febrero de 2014, para el departamento de Pirineos Atlánticos, que entró en vigor en el momento de la primera renovación general de asamblearios departamentales después de dicho decreto, cuestión que pasó en marzo de 2015. 
Los consejeros departamentales, son elegidos por escrutinio mayoritario binominal mixto, siendo los electores de cada cantón los que eligen para el consejo departamental (nueva denominación de los consejeros generales), a dos miembros de sexo diferente, que se presentan juntos a la candidatura. Los consejeros departamentales son elegidos para seis años en escrutinio binominal mayoritario de dos turnos, siendo necesario un 10%  de votos para el acceso al segundo turno. De otra forma la totalidad de los consejeros departamentales son renovados.
Este nuevo modo de escrutinio necesitaba una redistribución de los cantones, cuyo número fue dividido de dos y redondeado a la unidad impar superior inmediata en aplicación del artículo n.º 4 de la Ley 2013-403. En el departamento de Pirineos Atlánticos el número de cantones pasó así de 52 a 27.
Los criterios de la redistribución cantonal son los siguientes: el territorio de cada cantón debe estar definido sobre bases esencialmente demográficas, debiendo ser el territorio de cada cantón continuo y las comunas de menos de 3500 habitantes deben estar totalmente comprendidas en dicho cantón. Para ello, no se tendrán en cuenta, ni los límites territoriales de los distritos ni las circunscripciones legislativas que se les apliquen.
Conforme a múltiples decisiones del consejo constitucional tomadas desde 1985 (particularmente la decisión n.º 2010-618 DC del 9 de diciembre de 2010), está permitido un ±20% de variabilidad en el ratio consejero/habitante medio del departamento como admisible para el principio de igualdad de los electores respecto a los criterios demográficos. Para el departamento de Pirineos Atlánticos, la población de referencia es la población legal vigente en el 1 de enero de 2013, sobre los datos poblacionales de 2010, es decir 653.515. Con 27 cantones, la población media departamental es de 24.204 habitantes, por lo que la población de cada nuevo cantón debe de estar entre los 19.363 y los 29.045 habitantes para respetar dicho principio.

### Composición actual
| N.º | Nombre                                 | Capital               | Población (2012) | N.º de Comunas                      | Distrito(s)                                    | Comuna(s) |
| --- | -------------------------------------- | --------------------- | ---------------- | ----------------------------------- | ---------------------------------------------- | --- |
| 1   | Anglet                                 | Anglet                | 23 585           | fracción Anglet                     | Bayona                                         | Parte de la comuna de Anglet situada al sur y al este de una línea definida por el eje de las vías y límites siguientes: desde el límite territorial de la comuna de Biarritz, pasando por la avenida de Biarritz, calle de Santa Margarita, avenida de los Cipreses, calle de las Floristas, callejón de las Camelias, calle de las Primaveras, calle de Hirigogne, calle de los Cinco Cantones, calle de Paul Courbin, bulevar de B-A-B, hasta el límite territorial de la comuna de Bayona. |
| 2   | Artix y País de Soubestre              | Artix                 | 26 638           | 55                                  | Pau                                            | Argagnon, Arget, Arnos, Arthez-de-Béarn, Artix, Arzacq-Arraziguet, Aussevielle, Balansun, Beyrie-en-Béarn, Bonnut, Bougarber, Bouillon, Boumourt, Cabidos, Casteide-Cami, Casteide-Candau, Castétis, Castillon (Cantón de Artix y País de Soubestre), Cescau, Coublucq, Denguin, Doazon, Fichous-Riumayou, Garos, Géus-d'Arzacq, Hagetaubin, Labastide-Cézéracq, Labastide-Monréjeau, Labeyrie, Lacadée, Lacq, Larreule, Lonçon, Louvigny, Malaussanne, Mazerolles, Méracq, Mesplède, Mialos, Momas, Mont, Montagut, Morlanne, Piets-Plasence-Moustrou, Pomps, Poursiugues-Boucoue, Saint-Médard, Sallespisse, Sault-de-Navailles, Séby, Serres-Sainte-Marie, Urdès, Uzan, Viellenave-d'Arthez, Vignes. |
| 3   | Baïgura y Mondarrain                   | Cambo-les-Bains       | 22 913           | 10                                  | Bayona                                         | Cambo-les-Bains, Espeleta, Halsou, Hasparren, Itxassou, Jatxou, Larressore, Louhossoa, Macaye, Souraïde. |
| 4   | Bayona-1                               | Bayona                | 20 545           | fracción Anglet + Bayona            | Bayona                                         | 1° La comuna siguiente: Bayona. 1° La parte de la comuna de Bayona situada al norte de una línea definida por el eje de vías y límites siguientes: desde el límite territorial de la comuna de Anglet, pasando por el bulevar de Aritxague, rotonda de Les Pontots, avenida de Marcel Dassault, avenida del Mariscal Soult, avenida de Allées Paulmy, por su lado derecho hasta el río Adour, río Adour, hasta el límite territorial de la comuna de Anglet. 2° La parte de la comuna de Anglet no comprendida en el cantón de Anglet. |
| 5   | Bayona-2                               | Bayona                | 24 298           | 1 + fracción Bayona                 | Bayona                                         | 1° La comuna siguiente: Boucau. 2° La parte de la comuna de Bayona situada en el interior del perímetro definido por el eje de vías y límites siguientes: desde el límite territorial de Anglet, curso del Adour, avenida de Henri Grenet, camino de San Bernardo, muelle de Lesseps, calle de Santa Úrsula, línea de ferrocarril Burdeos-Irún, calle de Maubec a partir del n.º 81, ciudadela de Madim, línea de ferrocarril Burdeos-Irún, bulevar de Jean d'Amou, camino de San Esteban, camino de Hamboum, calle de Albert Thomas, calle de René Cuzacq, avenida del Mariscal Juin, la línea de ferrocarril Biarritz-Irún, curso fluvial del río Adour, hasta el límite territorial de la comuna de Mouguerre. |
| 6   | Bayona-3                               | Bayona                | 24 432           | fracción Bayona                     | Bayona                                         | fracción de Bayona no incluida en los cantones Bayona-1 y Bayona-2 |
| 7   | Biarritz                               | Biarritz              | 25 330           | 1                                   | Bayona                                         | Biarritz. |
| 8   | Billère y Laderas de Jurançon          | Billère               | 22 795           | 5                                   | Santa María de Olorón (1) Pau (4)              | Aubertin, Billère, Jurançon, Laroin, Saint-Faust. |
| 9   | Corazón de Bearne                      | Mourenx               | 27 555           | 47                                  | Bayona (1) Santa María de Olorón (31) Pau (15) | Abidos, Abos, Angous, Araujuzon, Araux, Audaux, Bastanès, Bésingrand, Biron, Bugnein, Cardesse, Castetnau-Camblong, Castetner, Charre, Cuqueron, Dognen, Gestas, Gurs, Jasses, Laà-Mondrans, Lacommande, Lagor, Lahourcade, Lay-Lamidou, Loubieng, Lucq-de-Béarn, Maslacq, Méritein, Monein, Mourenx, Nabas, Navarrenx, Noguères, Ogenne-Camptort, Os-Marsillon, Ozenx-Montestrucq, Parbayse, Pardies, Préchacq-Navarrenx, Rivehaute, Sarpourenx, Sauvelade, Sus, Susmiou, Tarsacq, Viellenave-de-Navarrenx, Vielleségure. |
| 10  | Hendaya-Costa Vasca-sur                | Hendaya               | 27 117           | 3                                   | Bayona                                         | Biriatou, Hendaya, Urruña. |
| 11  | Lescar, Gave y Tierras de Pont-Long    | Lons                  | 28 278           | 7                                   | Pau                                            | Arbus, Artiguelouve, Lescar, Lons, Poey-de-Lescar, Siros, Uzein. |
| 12  | Montaña Vasca                          | Mauléon-Licharre      | 25 501           | 66                                  | Bayona (30) Santa María de Olorón (36)         | Ahaxe-Alciette-Bascassan, Aincille, Ainharp, Ainhice-Mongelos, Alçay-Alçabéhéty-Sunharette, Aldudes, Alos-Sibas-Abense, Anhaux, Arnéguy, Arrast-Larrebieu, Ascarat, Aussurucq, Banca, Barcus, Béhorléguy, Berrogain-Laruns, Bidarray, Bussunarits-Sarrasquette, Bustince-Iriberry, Camou-Cihigue, Caro, Charritte-de-Bas, Chéraute, Espès-Undurein, Estérençuby, Etchebar, Gamarthe, Garindein, Gotein-Libarrenx, Haux, L'Hôpital-Saint-Blaise, Idaux-Mendy, Irouléguy, Ispoure, Jaxu, Lacarre, Lacarry-Arhan-Charritte-de-Haut, Laguinge-Restoue, Larrau, Lasse, Lecumberry, Lichans-Sunhar, Lichos, Licq-Athérey, Mauléon-Licharre, Menditte, Mendive, Moncayolle-Larrory-Mendibieu, Montory, Musculdy, Ordiarp, Ossas-Suhare, Ossès, Roquiague, Sainte-Engrâce, Saint-Étienne-de-Baïgorry, Saint-Jean-le-Vieux, Saint-Martin-d'Arrossa, Saint-Michel, San Juan Pie de Puerto, Sauguis-Saint-Étienne, Tardets-Sorholus, Trois-Villes, Uhart-Cize, Urepel, Viodos-Abense-de-Bas. |
| 13  | Nive-Adour                             | Mouguerre             | 24 351           | 10                                  | Bayona                                         | Bardos, Briscous, Guiche, Lahonce, Mouguerre, Saint-Pierre-d'Irube, Sames, Urcuit, Urt, Villefranque. |
| 14  | Santa María de Olorón-1                | Santa María de Olorón | 19 890           | 33 + fracción Santa María de Olorón | Santa María de Olorón                          | 1° Las comunas siguientes : Accous, Agnos, Ance, Aramits, Aren, Arette, Asasp-Arros, Aydius, Bedous, Bidos, Borce, Cette-Eygun, Escot, Esquiule, Etsaut, Eysus, Féas, Géronce, Geüs-d'Oloron, Gurmençon, Issor, Lanne-en-Barétous, Lées-Athas, Lescun, Lourdios-Ichère, Lurbe-Saint-Christau, Moumour, Orin, Osse-en-Aspe, Préchacq-Josbaig, Saint-Goin, Sarrance, Urdos. 2° La fracción de la comuna de Santa María de Olorón situada en la rivera izquierda de los ríos Aspe y Olorón |
| 15  | Santa María de Olorón-2                | Santa María de Olorón | 22 301           | 33 + fracción Santa María de Olorón | Santa María de Olorón                          | 1° Las comunas siguientes : Arudy, Aste-Béon, Béost, Bescat, Bielle, Bilhères, Buziet, Buzy, Castet, Eaux-Bonnes, Escou, Escout, Estialescq, Estos, Gère-Bélesten, Goès, Herrère, Izeste, Laruns, Lasseube, Lasseubetat, Ledeuix, Louvie-Juzon, Louvie-Soubiron, Lys, Ogeu-les-Bains, Poey-d'Oloron, Précilhon, Rébénacq, Sainte-Colome, Saucède, Sévignacq-Meyracq, Verdets. 2° La parte de la comuna de Santa María de Olorón situada en la rivera derecha de los ríos Aspe y Olorón. |
| 16  | Orthez y Tierras de Ríos y Sal         | Orthez                | 27 555           | 40                                  | Santa María de Olorón (20) Pau (20)            | Abitain, Andrein, Athos-Aspis, Auterrive, Autevielle-Saint-Martin-Bideren, Baigts-de-Béarn, Barraute-Camu, Bellocq, Bérenx, Burgaronne, Carresse-Cassaber, Castagnède, Castetbon, Escos, Espiute, Guinarthe-Parenties, L'Hôpital-d'Orion, Laàs, Labastide-Villefranche, Lahontan, Lanneplaà, Léren, Montfort, Narp, Oraàs, Orion, Orriule, Orthez, Ossenx, Puyoô, Ramous, Saint-Boès, Saint-Dos, Saint-Girons-en-Béarn, Saint-Gladie-Arrive-Munein, Saint-Pé-de-Léren, Salies-de-Béarn, Salles-Mongiscard, Sauveterre-de-Béarn, Tabaille-Usquain. |
| 17  | Ouzom, Gave y Orillas del Neez         | Nay                   | 21 479           | 18                                  | Pau                                            | Aressy, Arros-de-Nay, Arthez-d'Asson, Assat, Asson, Baliros, Bosdarros, Bourdettes, Bruges-Capbis-Mifaget, Gan, Haut-de-Bosdarros, Meillon, Narcastet, Nay, Pardies-Piétat, Rontignon, Saint-Abit, Uzos. |
| 18  | Pau-1                                  | Pau                   | 25 064           | fracción Pau                        | Pau                                            | Parte de la comuna de Pau situada en el oeste de una línea definida por el eje de las vías y límites siguientes: desde el límite territorial de la comuna de Billère, pasando por la avenida de Jean Mermoz, bulevar de Alsacia-Lorena, paseo de Lyautey, avenida de Henri Dunant, calle de Pasteur-Alphonse-Cadier, avenida de Honoré Baradat, avenida del Lobo, bulevar Tourasse, calle Léon Jouhaux, calle Jean Moulin, avenida del Lobo, avenida de Buros, hasta el límite territorial de la comuna de Buros. |
| 19  | Pau-2                                  | Pau                   | 24 104           | 1 + fracción Pau                    | Pau                                            | 1° La comuna siguiente: Idron. 2° La parte de la comuna de Pau situada al este de una línea definida por el eje de las vías y límites siguientes: desde el límite territorial de la comuna de Buros, pasando por la avenida de Buros, avenida del Lobo, calle de Jean Moulin, calle de Léon Jouhaux, bulevar Tourasse, avenida del Lobo, avenida de Honoré Baradat, calle de Jean Jaurès, calle de Anatole France, avenida del Lobo, calle de Jean-Jacques de Monaix, avenida de las Lilas, avenida de Rousse, paseo de Morlàas, avenida de Blé Moullé, avenida del Mariscal Leclerc, rotonda de Yitzhak Rabin, avenida de Alfred Nobel, hasta el límite territorial de la comuna de Bizanos. |
| 20  | Pau-3                                  | Pau                   | 22 139           | 2 + fracción Pau                    | Pau                                            | 1° Las comunas siguientes : Bizanos, Mazères-Lezons. 2° LA parte de la comuna de Pau situada al sur de una línea definida por el eje de las vías y límites siguientes: desde el límite territorial de la comuna de Bizanos, pasando por la rotonda de Yitzhak Rabin, avenida del Mariscal Leclerc, avenida de Blé Moullé, paseo de Morlàas, avenida de Rousse, avenida de las Lilas, calle de Jean-Jacques de Monaix, avenida del Lobo, calle de Anatole France, calle de Jean Jaurès, avenida de Honoré Baradat, calle de Pasteur-Alphonse-Cadier, avenida de Henri Dunant, paseo de Lyautey, bulevar de Alsacia-Lorena, calle de Emile Garet, calle de Lespy, calle de Henri Faisans, paseo de Bosquet, calle del Mariscal Foch, calle de Servies, calle de Montpensier, calle de Orleans, calle de Faget de Baure, calle de Santiago, calle de los Cordeleros, calle del Mariscal Joffre, calle del Castillo, calle de Enrique IV, calle del Molino, plaza de la Moneda, avenida de Jean Biray, lado derecho perpendicular a la avenida de Jean Biray al nivel de la Torre de la Moneda, hasta el límite territorial de la comuna de Gelos. |
| 21  | Pau-4                                  | Pau                   | 21 734           | 1 + fracción Pau                    | Pau                                            | 1° La comuna siguiente : Gelos. 2° La parte de la comuna de Pau que no está incluida en los cantones de Pau-1, Pau-2 y Pau-3 |
| 22  | País de Bidache, Amikuze y Ostibarre   | Saint-Palais          | 21 027           | 52                                  | Bayona                                         | Aïcirits-Camou-Suhast, Amendeuix-Oneix, Amorots-Succos, Arancou, Arbérats-Sillègue, Arbouet-Sussaute, Arhansus, Armendarits, Aroue-Ithorots-Olhaïby, Arraute-Charritte, Ayherre, La Bastide-Clairence, Béguios, Béhasque-Lapiste, Bergouey-Viellenave, Beyrie-sur-Joyeuse, Bidache, Bonloc, Bunus, Came, Domezain-Berraute, Etcharry, Gabat, Garris, Hélette, Hosta, Ibarrolle, Iholdy, Ilharre, Irissarry, Isturits, Juxue, Labets-Biscay, Lantabat, Larceveau-Arros-Cibits, Larribar-Sorhapuru, Lohitzun-Oyhercq, Luxe-Sumberraute, Masparraute, Méharin, Mendionde, Orègue, Orsanco, Osserain-Rivareyte, Ostabat-Asme, Pagolle, Saint-Esteben, Saint-Just-Ibarre, Saint-Martin-d'Arberoue, Saint-Palais, Suhescun, Uhart-Mixe. |
| 23  | País de Morlaàs y de Montanérès        | Morlaàs               | 22 350           | 44                                  | Pau                                            | Abère, Andoins, Anos, Arrien, Artigueloutan, Baleix, Barinque, Bédeille, Bentayou-Sérée, Bernadets, Buros, Casteide-Doat, Castéra-Loubix, Escoubès, Eslourenties-Daban, Espéchède, Gabaston, Higuères-Souye, Labatut, Lamayou, Lée, Lespourcy, Lombia, Maucor, Maure, Momy, Monségur, Montaner, Morlaàs, Ouillon, Ousse, Ponson-Debat-Pouts, Pontiacq-Viellepinte, Riupeyrous, Saint-Armou, Saint-Castin, Saint-Jammes, Saint-Laurent-Bretagne, Saubole, Sedze-Maubecq, Sedzère, Sendets, Serres-Morlaàs, Urost. |
| 24  | San Juan de Luz                        | San Juan de Luz       | 27 666           | 4                                   | Bayona                                         | Bidart, Ciburu, Guéthary, San Juan de Luz. |
| 25  | Tierras del Luys y Laderas de Vic-Bilh | Serres-Castet         | 25 256           | 72                                  | Pau                                            | Anoye, Argelos, Arricau-Bordes, Arrosès, Astis, Aubin, Aubous, Auga, Auriac, Aurions-Idernes, Aydie, Baliracq-Maumusson, Bassillon-Vauzé, Bétracq, Boueilh-Boueilho-Lasque, Bournos, Burosse-Mendousse, Cadillon, Carrère, Castetpugon, Castillon (canton de Lembeye), Caubios-Loos, Claracq, Conchez-de-Béarn, Corbère-Abères, Coslédaà-Lube-Boast, Crouseilles, Diusse, Doumy, Escurès, Garlède-Mondebat, Garlin, Gayon, Gerderest, Lalongue, Lalonquette, Lannecaube, Lasclaveries, Lasserre, Lembeye, Lème, Lespielle, Luc-Armau, Lucarré, Lussagnet-Lusson, Mascaraàs-Haron, Maspie-Lalonquère-Juillacq, Miossens-Lanusse, Monassut-Audiracq, Moncaup, Moncla, Monpezat, Montardon, Mont-Disse, Mouhous, Navailles-Angos, Peyrelongue-Abos, Portet, Pouliacq, Ribarrouy, Saint-Jean-Poudge, Samsons-Lion, Sauvagnon, Séméacq-Blachon, Serres-Castet, Sévignacq, Simacourbe, Tadousse-Ussau, Taron-Sadirac-Viellenave, Thèze, Viven. |
| 26  | Ustaritz-Valles de Nive y Nivelle      | Ustaritz              | 29 205           | 9                                   | Bayona                                         | Ahetze, Ainhoa, Arbonne, Arcangues, Ascain, Bassussarry, Saint-Pée-sur-Nivelle, Sare, Ustaritz. |
| 27  | Valles del Ousse y de Lagoin           | Pontacq               | 27 763           | 29                                  | Pau                                            | Aast, Angaïs, Barzun, Baudreix, Bénéjacq, Beuste, Boeil-Bezing, Bordères, Bordes, Coarraze, Espoey, Ger, Gomer, Hours, Igon, Labatmale, Lagos, Lestelle-Bétharram, Limendous, Livron, Lourenties, Lucgarier, Mirepeix, Montaut, Nousty, Ponson-Dessus, Pontacq, Saint-Vincent, Soumoulou. |